# Paramagnetismus
Paramagnetismus je forma magnetismu, která se objevuje jen v přítomnosti vnějšího magnetického pole.
Paramagnetické materiály jsou (velmi slabě) přitahované magnetickým polem, proto mají relativní magnetickou permeabilitu větší než jedna (nebo kladnou magnetickou susceptibilitu). Ale na rozdíl od feromagnetických látek, které jsou také přitahované magnetickým polem, paramagnetické látky nedokážou udržet magnetismus bez přítomnosti vnějšího pole.
Látka vykazující paramagnetické vlastnosti se označuje jako paramagnetikum nebo paramagnetická látka.

## Podstata paramagnetismu

Nákres paramagnetismu s doménami.

Atom nebo molekula paramagnetické látky má trvalý magnetický moment, dokonce i za nepřítomnosti vnějšího pole. Toto je obvykle způsobené přítomností nepárových elektronů v atomovém nebo molekulovém elektronovém orbitalu. V paramagnetech na sebe dipóly nepůsobí a při nepřítomnosti vnějšího pole jsou náhodně orientované, což je způsobeno tepelnými kmity mřížky, proto je celkový magnetický moment nulový. Když se látka dostane do magnetického pole, dojde k natočení dipólů ve směru vnějšího pole a vzniká celkový magnetický moment, který je orientován ve směru působení vnějšího pole.
Další druhy paramagnetismu jsou speromagnetismus, asperomagnetismus a heliomagnetismus.

## Paramagnetické materiály
Základ může být paramagnetický, když má nepárové elektrony.

### Některé příklady paramagnetických prvků
- hliník (přednostní paramagnetická látka)
- wolfram
- baryum
- vápník
- mangan
- kyslík
- platina
- sodík
- uran
- hořčík
- technecium
- dysprosium

### Příklady sloučenin
- pentahydrát síranu měďnatého (modrá skalice)
- chlorid železitý
- oxid železitý
- chlorid manganistý